# Макуга, Лорен
Лорен Макуга (англ. Lauren Macuga; род. 4 июля 2002, Трой, Мичиган) — американская горнолыжница, бронзовый призёр чемпионата мира 2025 года, победитель этапа Кубка мира. Специализируется в скоростных дисциплинах.

## Биография и спортивная карьера
Макуга в 16 лет начала участвовать в гонках FIS, изначально участвуя во всех дисциплинах. Принимала участие в зимних юношеских Олимпийских играх 2020 года по горнолыжному спорту, 2 декабря 2021 года дебютировала на этапах Кубка мира, заняв 49-е место в скоростном спуске на трассе в Лейк-Луизе.
На чемпионате мира среди юниоров 2022 года в Панораме Лорен завоевала бронзовую медаль в скоростном спуске. 16 декабря 2022 года, заняв 30-е место на скоростном спуске в Санкт-Морице, американка набрала первые очки в зачёт Кубка мира.
Прорыв на вершину мирового рейтинга Макуга совершил во время сезона Кубка мира 2023/24 годов. По ходу сезона Лорен постоянно набирала очки. В двух супергигантах в норвежском Квитфьелле в начале марта 2024 года Макуга заняла 7-е и 5-е места.
В сезоне 2024/25 годов Макуга впервые поднялась на подиум и выиграла этап Кубка мира на трассе супергиганта в австрийском Санкт-Антон-ам-Арльберг.
На чемпионате мира 2025 года в Зальбахе, в супергиганте, завоевала бронзовую медаль, уступив победительнице Штефани Фенир 0,24 секунды. 

## Выступления на крупнейших соревнованиях

### Чемпионаты мира
| Чемпионат мира | Скоростной спуск | Супергигант | Гигантский слалом | Слалом | Командная комбинация | Команды | Паралл. гигантский слалом |
| -------------- | ---------------- | ----------- | ----------------- | ------ | -------------------- | ------- | ------------------------- |
| 2025 Зальбах   | 5                | 3           | —                 | —      | 4                    | —       | —                         |

#### Победы на этапах Кубка мира (1)
| № | Сезон   | Дата        | Место                   | Дисциплина      |
| - | ------- | ----------- | ----------------------- | --------------- |
| 1 | 2024/25 | 12 янв 2025 | Санкт-Антон-ам-Арльберг | Супергигант (1) |